# Mary Elizabeth Barber
Mary Elizabeth Barber (5 de janeiro de 1818 — 2013; 4 de setembro de 1899) foi uma cientista amadora britânica pioneira do século XIX. Sem educação formal, ela fez seu nome em botânica, ornitologia e entomologia. Ela também foi uma poetisa e pintora talentosa, e ilustrou suas contribuições científicas publicadas por sociedades eruditas, como a Royal Entomological Society em Londres, o Royal Botanical Gardens em Kew e a Linnean Society of London.

## Início da vida
Barber nasceu Mary Elizabeth Bowker em South Newton, Wiltshire, em 5 de janeiro de 1818. Ela foi a nona de onze filhos e primeira filha de Miles e Anna Maria Bowker de Gateshead, Northumberland. Seu pai era um criador de ovelhas moderadamente rico, dono de seu próprio negócio de processamento de lã. Em 1820, mudou-se com a família para Cape Colony, África do Sul, juntamente com outros colonos britânicos que desejavam aproveitar a oferta do governo sul-africano de 100 acres de terra para cada homem com mais de 18 anos. A família Bowker recebeu um terreno em Albany, perto de Grahamstown. Aqui Bowker montou uma escola para seus filhos e os desses trabalhadores, e sua afinidade com a história natural influenciou fortemente as lições que as crianças receberam.
Mary e seus irmãos compartilhavam o amor pela história natural, mas foi a publicação em 1838 do livro The genera of South African plants, organizado de acordo com o Natural System pelo botânico irlandês William Henry Harvey que mudou sua vida. Ela ficou fascinada com os capítulos sobre a estrutura das plantas e o sistema de classificação de Linnean, e respondeu ao pedido do autor de exemplares para que pudesse começar a documentar a flora do Cabo. Sua correspondência contínua com Harvey ocorreu durante uma época em que não era geralmente aceito que as mulheres se envolvessem em discussões científicas; fato, no início ela não revelou o fato de ser mulher. Ela desfrutou de uma liberdade sem precedentes a esse respeito, em parte porque foi libertada da cultura vitoriana relativamente restritiva de seu país natal, mas também por causa do incentivo de seu pai e dos ideais pré-vitorianos (georgianos) geralmente relaxados que ele carregava de uma época em que as mulheres gostavam uma voz mais livre. Ela se tornou um dos principais fornecedores de plantas da África do Sul para Harvey e também o ajudou na nomeação e classificação de várias espécies. Ao longo de uma correspondência de quase 30 anos, ela enviou a Harvey aproximadamente 1.000 espécies com notas sobre cada uma. Ela também estabeleceu uma correspondência com o botânico britânico Joseph Dalton Hooker.

## Contribuições para a ciência

### Botânica
Barber fez contribuições substanciais à ciência botânica da época por meio de suas coleções e observações científicas da flora e da fauna sul-africanas. Isso resultou em várias espécies de plantas recebendo o nome dela. Ela e seu irmão mais novo, o naturalista James Henry Bowker, enviaram muitas espécies de plantas até então desconhecidas para o herbário do Trinity College, em Dublin, e para o Royal Botanic Gardens em Kew.

### Entomologia
Barber desenvolveu um interesse por entomologia enquanto seu marido estava envolvido na guerra de guerrilha entre os colonos e os africanos nativos. Com seu irmão, James Henry Bowker, ela começou a documentar mariposas e borboletas africanas e contatou o entomologista Roland Trimen (1840–1916) em 1863 para compartilhar suas descobertas. Suas observações teriam contribuído para as deliberações de Charles Darwin sobre o papel das mariposas na polinização das orquídeas. Barber foi apresentado a Charles Darwin por Roland Trimen, um entomologista britânico na África do Sul em 1863. Barber trocou cartas e observações com Darwin e outros cavalheiros naturalistas em sua rede científica. :Letter 5745 Sua influência no trabalho de Darwin foi comunicada indiretamente, via Trimen. Em 1865, Mary declarou que ela mesma escreveria para Darwin sobre "os gafanhotos e os gafanhotos", mas não há registro disso, apesar do próprio Darwin ser um arquivador meticuloso de sua correspondência. Em outras cartas, Barber parecia concordar com a teoria da seleção natural de Darwin, citando como prova o domínio dos colonos europeus na Colônia do Cabo.

### Sociedades científicas
Barber ingressou na Sociedade Filosófica da África do Sul em 26 de junho de 1878. Seu artigo sobre as cores peculiares dos animais em relação aos seus hábitos de vida foi publicado no final daquele ano. Este artigo foi escrito em resposta a um artigo de Alfred Russel Wallace no qual ele debateu a teoria de Darwin sobre a escolha feminina na seleção sexual. Barber apreciava totalmente (e tinha as observações a provar) que as fêmeas escolhem os machos com base em seus fenótipos: namoro vistoso, plumagem brilhante.
Ela passou a se tornar o primeiro membro feminino do Ornithologischer Verein em Viena, a principal sociedade ornitológica da Áustria, e vários documentos seus foram traduzidos para o húngaro.

## Outras atividades
Na década de 1850, Barber ajudou seu irmão mais velho, Thomas Holden Bowker, em seu trabalho, reunindo a primeira coleção de implementos da Idade da Pedra na África do Sul. :10 Na década de 1870, Barber escreveu uma coleção de artigos sobre a descoberta de diamantes e ouro na África do Sul. Ela também ilustrou cenas dos campos de diamantes em várias pinturas. :29

## Vida posterior
Barber finalmente conseguiu dinheiro suficiente para financiar uma visita à Europa em 1889, onde ela visitou o Royal Botanic Gardens em Kew pela primeira vez, bem como visitou amigos científicos em toda a Europa. Ela morreu em Pietermaritzburg, em 1899.